# Pierre Monnereau
Pierre Monnereau (Saint-Martin-des-Noyers, 29 juillet 1787 - Les Brouzils, 26 avril 1856) est un prêtre français fondateur des sœurs des Sacrés-Cœurs de Jésus et de Marie et reconnu vénérable par l'Église catholique.

## Biographie
Il naît à Saint Martin des Noyers en Vendée le 29 juillet 1787. Il est encore jeune lorsque éclate la Révolution française. En 1790, 
l'assemblée constituante exige que les prêtres prêtent serment à la constitution civile du clergé, le curé de Saint Martin des Noyers refuse et doit s'exiler tandis que le vicaire, Joseph-Thomas Bonnet (1751-1793), est arrêté et sera une des victimes des noyades de Nantes organisées par Carrier. 
À 16 ans, il fait une crise d'adolescence où sa ferveur religieuse diminue, mais une maladie le ramène à la foi. 1807 est l'année où Pierre doit tirer au sort pour la conscription, et seuls les hommes mariés et les séminaristes en sont dispensés, son père lui propose donc un mariage, mais Pierre lui fait part de son désir de devenir prêtre.
Le 2 novembre 1808, il entre au séminaire de Chavagnes-en-Paillers dirigé par le Père Louis-Marie Baudouin ; il est ordonné le 25 août 1812 par l'évêque de La Rochelle Mgr Paillou puis nommé vicaire aux Sables-d'Olonne, à Fontenay-le-Comte, à La Garnache et à Aizenay. Il est ensuite nommé curé aux Brouzils en 1814. La paroisse gardait le souvenir de François Houssin (1742-1794), curé guillotiné le 1er janvier 1794 à Angers. Il s'efforce de ramener la foi et essaie de convertir les fidèles de la Petite Église. Il développe la dévotion à la Vierge Marie et à saint Joseph, il ravive la confrérie du Rosaire et crée celles du saint-Sacrement, du Sacré-Cœur, du scapulaire de Notre-Dame du Mont-Carmel et établit les œuvres de la propagation de la foi et de la Sainte-Enfance. Il fait également ériger les stations du chemin de croix dans l'église et encourage cette pratique particulièrement les vendredis et lors du carême.
Pour répondre au besoin de l'instruction de la jeunesse, il demande au Père Baudouin de lui envoyer des ursulines de Jésus mais il ne peut lui donner satisfaction. Le Père Monnereau se décide donc à fonder une congrégation religieuse ; les quatre premières sœurs prononcent des vœux religieux temporaires le 19 mars 1818. L'institut est approuvé en 1822 par Mgr Soyer, évêque de Luçon. Le Père Monnereau passe le reste de sa vie à consolider la congrégation. Il meurt aux Brouzils le 26 avril 1856. Il est reconnu vénérable le 7 juillet 1997 par le pape Jean-Paul II.